# Kurhanne, Krasnohvardiiske
Kurhanne (în ucraineană Курганне) este un sat în comuna Poltavka din raionul Krasnohvardiiske, Republica Autonomă Crimeea, Ucraina.

## Demografie
Componența lingvistică a localității Kurhanne
     Tătară crimeeană (43,75%)
     Rusă (34,38%)
     Ucraineană (21,88%)
Conform recensământului din 2001, nu exista o limbă vorbită de majoritatea populației, aceasta fiind compusă din vorbitori de tătară crimeeană (43,75%), rusă (34,38%) și ucraineană (21,88%).